# Iota (Louisiana)
Iota is een plaats (town) in de Amerikaanse staat Louisiana, en valt bestuurlijk gezien onder Acadia Parish.

## Demografie
Bij de volkstelling in 2000 werd het aantal inwoners vastgesteld op 1376.
In 2006 is het aantal inwoners door het United States Census Bureau geschat op 1420, een stijging van 44 (3,2%).

## Geografie
Volgens het United States Census Bureau beslaat de plaats een oppervlakte van
3,3 km², geheel bestaande uit land. Iota ligt op ongeveer 9 m boven zeeniveau.

## Plaatsen in de nabije omgeving
De onderstaande figuur toont nabijgelegen plaatsen in een straal van 20 km rond Iota.